# William P. Lawrence

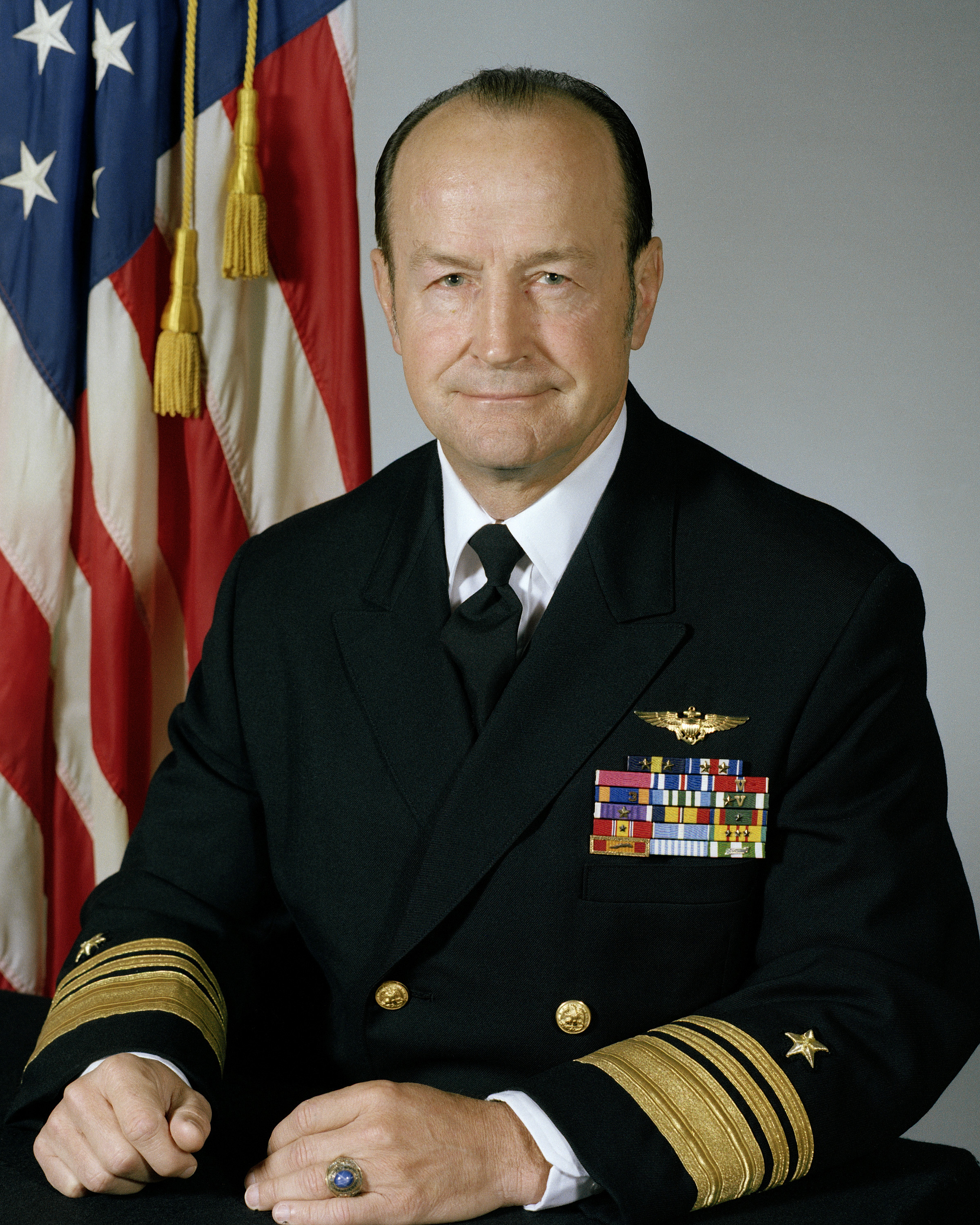
Vizeadmiral William P. Lawrence (1983)

William „Bill“ Porter Lawrence (* 13. Januar 1930 in Nashville, Tennessee; † 2. Dezember 2005 in Crownsville, Maryland) war ein US-amerikanischer Vizeadmiral der US Navy, der als Testpilot als erster Marineflieger in den 1950er Jahren zweimal in Schallgeschwindigkeit flog, nach seinem Abschuss am 28. Juni 1967 während des Vietnamkrieges in Kriegsgefangenschaft geriet und erst am 4. März 1973 daraus entlassen wurde.
Später war er zwischen 1978 und 1981 Superintendent der US Naval Academy, von 1981 bis 1983 Befehlshaber der 3. US-Flotte sowie zuletzt zwischen 1983 und seiner Versetzung in den Ruhestand 1986 Chief of Naval Personnel.

## Leben

### Militärische Ausbildung und Vietnamkrieg
Lawrence, dessen Vater Robert Landy „Fatty“ Lawrence während seines Studiums an der Vanderbilt University von 1921 bis 1924 ein bekannter American-Football-Spieler bei den Vanderbilt Commodores war, begann nach dem Schulbesuch seine Ausbildung an der US Naval Academy in Annapolis und trat nach deren Abschluss 1951 in die US Navy ein. Zunächst verblieb er als Leutnant zur See bis September 1951 als Adjutant des Kommandanten an der US Naval Academy. Im Anschluss absolvierte er eine Pilotenausbildung zum Marineflieger (US Naval Aviator) an der US Naval Test Pilot School auf dem Marinestützpunkt Naval Air Station Patuxent River, die er 1952 abschloss. Als Testpilot flog er als erster Marineflieger in den 1950er Jahren zweimal in Schallgeschwindigkeit.
Nach weiteren Fliegerfortbildungen war er zwischen März 1953 und Oktober 1955 Pilot eines trägergestützten Jagdbombers vom Typ McDonnell F2H „Banshee“ auf dem Flughafen Moffett Federal Airfield, wobei er zu Beginn dieser Zeit von März bis April 1953 als Pilot auf dem Flugzeugträger Oriskany eingesetzt wurde. Nachdem die NASA mit der Planung des Mercury-Programms für die benannte Raumfahrt begonnen hatte, nahm er an den dortigen Auswahltests teil.
1967 wurde Fregattenkapitän Lawrence als Kommandeur (Commanding Officer) des Strike Fighter Squadron 143 (VFA-143) an Bord des Flugzeugträgers Constellation zum Einsatz im Vietnamkrieg verlegt. Für seine dortigen Verdienste wurde ihm der Silver Star sowie das Distinguished Flying Cross verliehen. Wenige Wochen später wurde er am 28. Juni 1967 mit seinem zweistrahligen überschallfähigen Kampfflugzeug McDonnell F-4 bei einem Flugeinsatz über Nam Định abgeschossen und geriet in Kriegsgefangenschaft, die er bis zu seiner Freilassung am 4. März 1973 im Hỏa-Lò-Gefängnis, dem sogenannten „Hanoi Hilton“, verbrachte. Dort gehörte er neben James Stockdale zu den ranghöchsten Gefangenen der US Navy.
Nach seiner Entlassung wurde Lawrence für seine Verdienste für die Mitgefangenen in der Gefangenschaft erstmals mit der Navy Distinguished Service Medal ausgezeichnet, der zweithöchsten Auszeichnung der US Navy. Ferner wurden ihm anstelle von zwei weiteren Silver Star zwei Goldene Sterne zu seinem ersten Silver Star sowie auch ein Bronze Star verliehen, um seine Verdienste während der Kriegsgefangenschaft zu würdigen.

### Superintendent der US Naval Academy

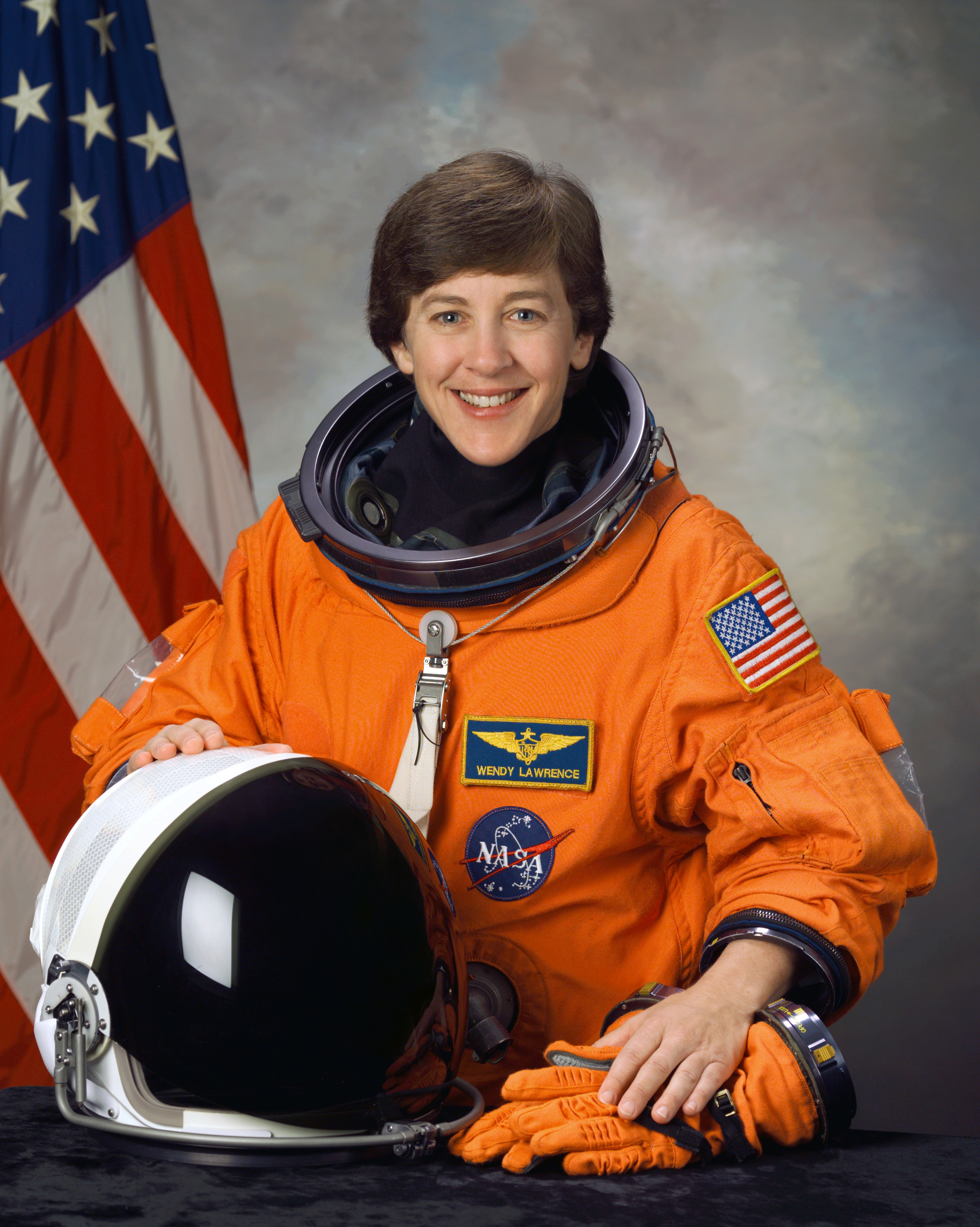
Wendy Lawrence, die Tochter von Vizeadmiral William P. Lawrence, war Astronautin der NASA und nahm an mehreren Raumflügen teil

Im Anschluss nahm Lawrence seinen Dienst in der US Navy wieder auf und wurde nach seiner Beförderung zum Konteradmiral im Juli 1974 Kommandeur der zur US-Pazifikflotte (US Pacific Fleet) gehörenden Light Attack Wing, die auf der Naval Air Station Lemoore stationiert war.
Daraufhin wechselte er im Mai 1977 in das Verteidigungsministerium und war dort bis Juni 1977 Leiter der Abteilung für Luftfahrtprogramme (Director of the Aviation Programs Division) sowie danach zwischen Juni 1977 und August 1978 stellvertretender Vize-Chef für Marineoperationen für Luftkriegsführung (Assistant Deputy Chief of Naval Operations (Air Warfare)). In dieser Funktion war er maßgeblich für eine Verbesserung der Einsatzbereitschaft der Marinefliegerverbände zuständig und vor allem für die Überprüfung der Leistungsfähigkeit von Luftfahrzeugen wie den Transporthubschraubern Sikorsky S-65 CH-53 und Boeing-Vertol CH-46, das Kampfflugzeug Grumman F-14 „Tomcat“, das U-JagdFlugzeug Lockheed S-3 „Viking“ sowie das Kampfflugzeug  Douglas A-3 „Skywarrior“ verantwortlich. Gleichzeitig leitete er Verbesserungen bei den Überlebensprogrammen für Flugzeugbesatzungen ein wie zum Beispiel bei automatischen Fallschirmen und Schwimmwestene. Für seine dortigen Leistungen wurde ihm der Legion of Merit verliehen.
Im August 1978 wurde Konteradmiral Lawrence Nachfolger von Vizeadmiral Kinnaird R. McKee als Superintendent der US Naval Academy und bekleidete dieses Amt bis zu seiner Ablösung durch Konteradmiral Edward C. Waller im August 1981. Während dieser Zeit wurde er 1980 selbst zum Vizeadmiral befördert. Darüber hinaus begann eine seiner beiden Töchter, die spätere NASA-Astronautin Wendy Lawrence, 1981 ihre dortige Ausbildung zur Marineoffizierin. Darüber hinaus wurde er für seine Verdienste als Kommandant der Naval Academy zum zweiten Mal mit der Navy Distinguished Service Medal ausgezeichnet, wobei ihm ein Goldener Stern zur ersten Medaille verliehen wurde.

### Befehlshaber der 3. US-Flotte undChief of Naval Personnel

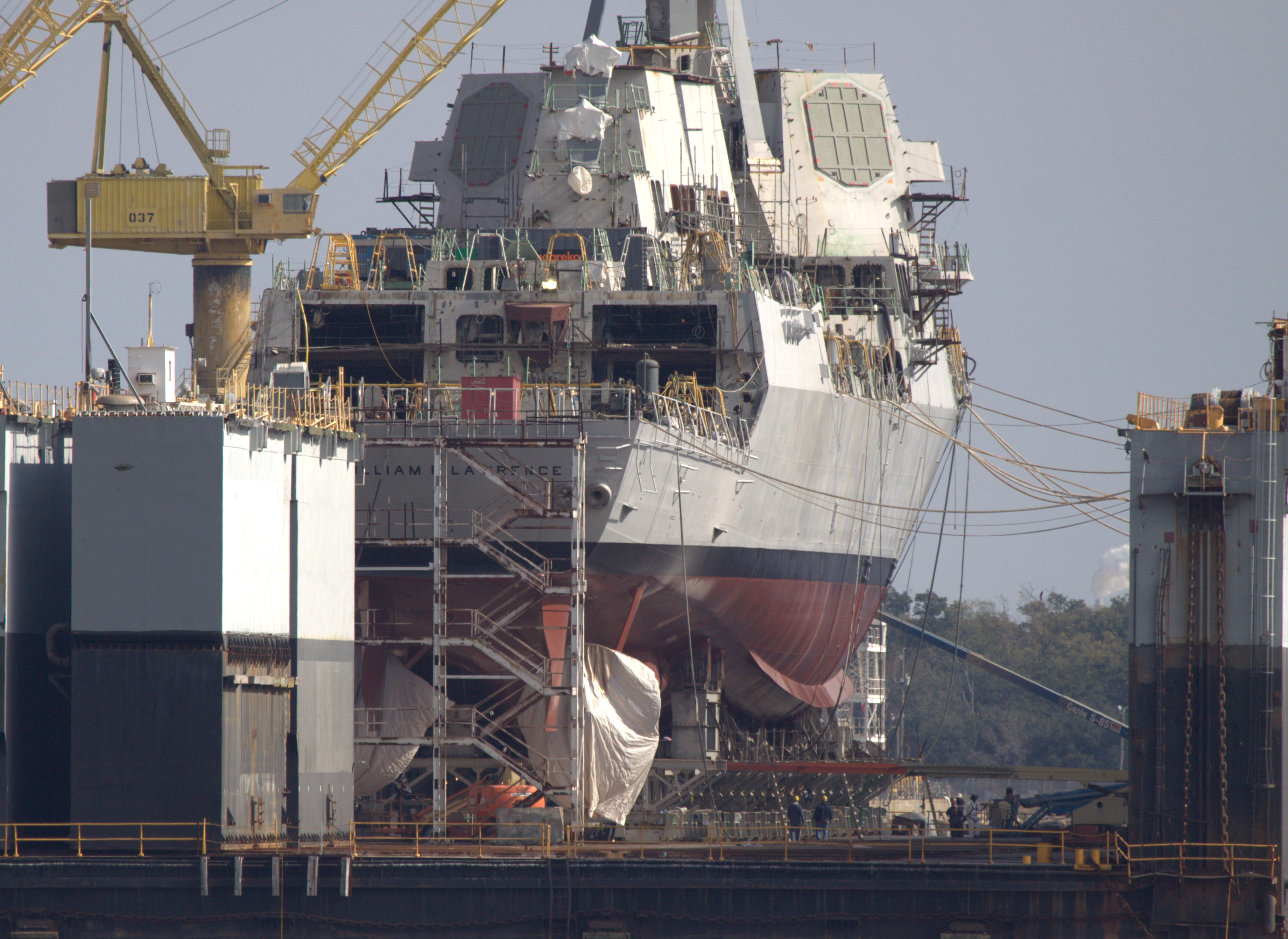
Die USS William P. Lawrence im Bau (Dezember 2009)

Im Anschluss übernahm Vizeadmiral Lawrence im August 1981 die Funktion als Befehlshaber der 3. US-Flotte, die er bis September 1983 ausübte. Für seine dortigen Verdienste wurde er zum dritten Mal mit der Navy Distinguished Service Medal ausgezeichnet, wobei ihm ein zweiter Goldener Stern zur ersten Medaille verliehen wurde.
Zuletzt wurde er im September 1983 Leiter des Marinepersonalamtes CNP (Chief of Naval Personnel) und war in dieser Funktion bis zu seinem Eintritt in den Ruhestand im Januar 1986 zugleich Stellvertretender Chef für Marineoperationen für Einsatzkräfte, Personal und Ausbildung DCNO (MPT) (Deputy Chief of Naval Operations for Manpower, Personnel and Training). Darüber hinaus wurde ihm die am 8. November 1985 eingeführte und vom US-Kongress vergebene Prisoner of War Medal verliehen.
Ihm zu Ehren wurde die William P. Lawrence benannt, ein Lenkraketenzerstörer der Arleigh-Burke-Klasse, der am 17. April 2010 getauft. Taufpatinnen waren Lawrences Witwe Diane Lawrence sowie seine Töchter Laurie Lawrence und Wendy Lawrence.